# Studios d'Épinay
Pour les articles homonymes, voir Éclair.
Les studios d'Épinay (anciennement studios Éclair) sont des studios de tournage situés 10, rue du Mont à Épinay-sur-Seine en Seine-Saint-Denis.

## Historique

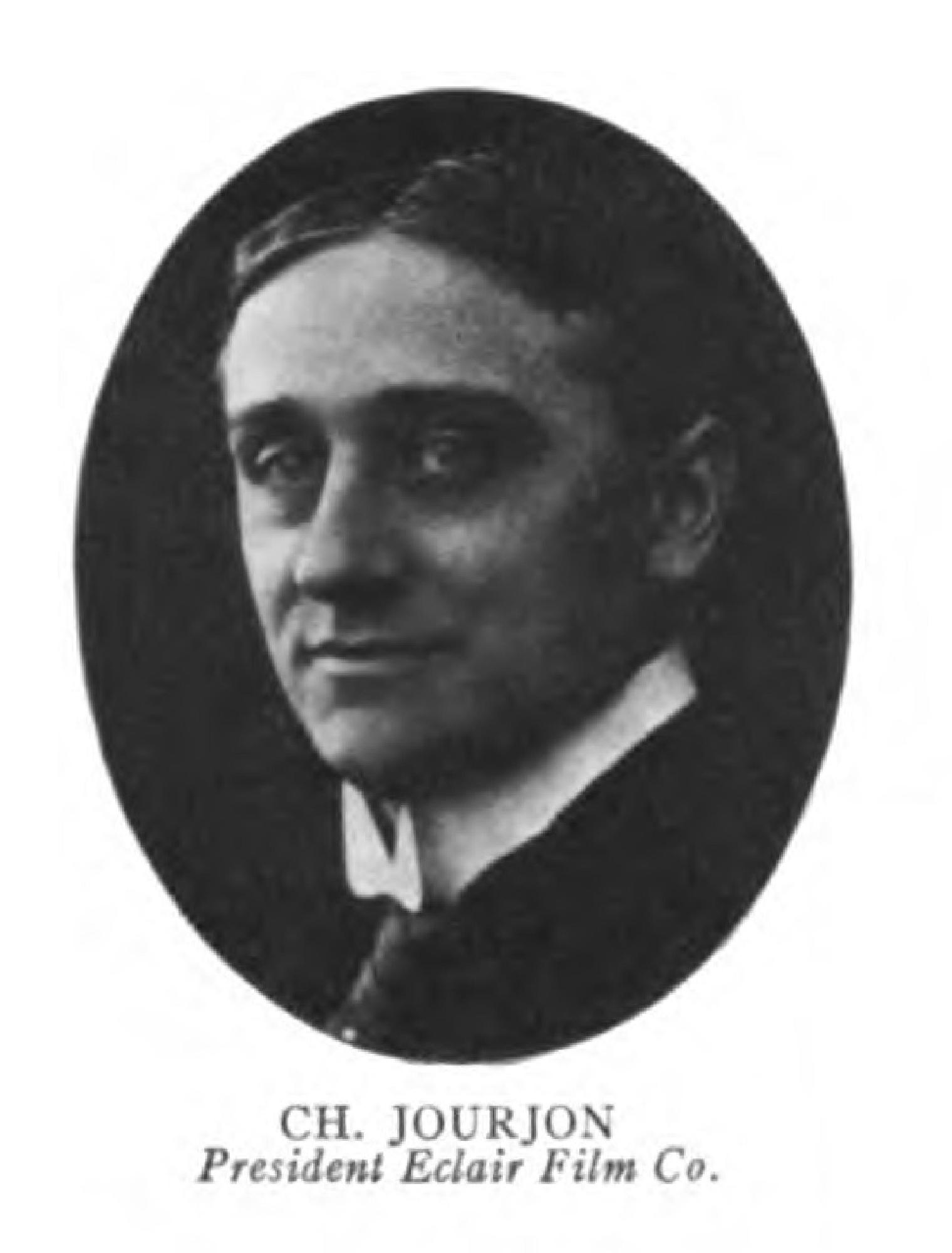
Charles Jourjon.

En 1907, l'industriel Charles Jourjon et Ambroise-François Parnaland créent les Laboratoires Éclair à Épinay-sur-Seine. La société Éclair se destine dans un premier temps à la production de films. Entre 1908 et 1918, Éclair est la troisième firme française, derrière Gaumont et Pathé. Elle emploie de grands réalisateurs, comme Maurice Tourneur et Victorin Jasset, ainsi que des acteurs, tels que Charles Krauss, André Liabel, Camille Bardou. La société reprend en 1914 les studios d'Épinay, créé en juin 1913 par le producteur Joseph Menchen.
L'activité de production d'Éclair cesse en 1922. Les studios sont cependant loués à d'autres maisons de production (par exemple pour Luitz-Morat, Jacques Feyder, Marcel L'Herbier ou Jean Epstein).
L'activité de production d'Éclair reprend en 1928. En 1929, il produit l'un des premiers films sonores, Le Collier de la reine réalisé par Gaston Ravel. À la mort de Charles Jourjon en 1938, son beau-fils Jacques Mathot lui succède et rachète les studios Tobis d'Epinay-sur-Seine, où ont été tournés Le Million de René Clair (1931) et La Kermesse héroïque de Jacques Feyder (1935).
Le studio accueillera pendant des années les tournages de nombreux films, notamment des productions internationales comme le 11e film James Bond, Moonraker sorti en 1979 au cinéma.
En février 2007, la société Holland Coordinator Italie, propriété de l'homme d'affaires et producteur tunisien Tarak Ben Ammar qui possède en outre 83 % du groupe Quinta Industries, principal concurrent d'Éclair via son pôle image (LTC, scanlab, duran, duran duboi et duboicolor), acquiert 43 % du capital d'Éclair en achetant la société Téléclair, détenue jusqu'alors par la famille Dormoy. En décembre de la même année, le groupe Quinta Industries devient l'unique actionnaire du laboratoire en achetant les 57 % restants au fonds d'investissement ETMF2 de BNP Paribas. La filiale d'Éclair Télétota reste la propriété d'ETMF2. La SACD se dit très inquiète de cette concentration.
En mars 2008, Tarak Ben Ammar et son groupe Quinta Industries décident de se désengager de sa participation majoritaire des laboratoires Éclair, GTC, Télétota et Centrimage dans des conditions qui restent obscures. La fusion des plus grands laboratoires cinématographiques français n'aura pas lieu, au grand soulagement des producteurs français et de la diversité culturelle française dans son ensemble.
En juillet 2009, les 4 plateaux de tournage cinéma des studios d'Épinay-sur-Seine (un de 1 500 m², deux de 800 m2 et un de 200 m2) sont cédés au groupe TSF.
La société de Luc Besson EuropaCorp y tournera de nombreux films (Le Baiser mortel du dragon, Danny the Dog, Taken, Angel-A, ...) jusqu'en 2009. Cependant, Luc Besson a annulé au dernier moment le tournage de son film Les Aventures extraordinaires d'Adèle Blanc-Sec à Épinay, comme l'explique Farid, le régisseur général du site : « Il avait réservé les quatre studios pendant les six derniers mois de 2009 pour le tournage d'Adèle Blanc-Sec. Et à un mois et demi du tournage, il a annoncé qu'il partait finalement aux studios de Bry-sur-Marne. »
Le lancement de la Cité du cinéma, en 2012, également en Seine-Saint-Denis, ralentit fortement l'intérêt pour les studios d'Épinay.

## Plateaux[7]
- Plateau F : 1 500 m2
  - Longueur : 42,35 m, largeur : 32,40 m
- Plateau C : 800 m2
  - Longueur : 36,60 m, largeur : 23,85 m
- Plateau D : 800 m2
  - Longueur : 39 m, largeur : 16,30 m
- Plateau E : 200 m2
  - Longueur : 18,35 m, largeur : 11,50 m

## Liste non exhaustive des films tournés dans les studios
- 1913 : Protéa de Victorin Jasset
- 1914 : Protéa et l'auto infernale de Joseph Faivre (Protéa II)
- 1915 : La Course à la mort de Joseph Faivre (Protéa III)
- 1917 : Les Mystères du château de Malmort de Gérard Bourgeois (Protéa IV)
- 1918 : L'Intervention de Protéa de Jean-Joseph Renaud (Protéa V)
- 1921 : Un drame sous Napoléon de Gérard Bourgeois.
- 1928 : La Chute de la maison Usher de Jean Epstein
- 1931 : Boule de gomme de Georges Lacombe
- 1932 : Boudu sauvé des eaux de Jean Renoir
- 1937 : La Grande Illusion de Jean Renoir
- 1952 : Le Plaisir de Max Ophüls
- 1960 : Le Baron de l'écluse de Jean Delannoy
- 1963 : Les Tontons flingueurs de Georges Lautner
- 1964 : Les Félins de René Clément
- 1972 : Tout va bien de Jean-Luc Godard et Jen-Pierre Gorin
- 1976 : Le Locataire de Roman Polanski
- 1979 : Moonraker de Lewis Gilbert
- 1989 : Le Retour des Mousquetaires (The Return of the Musketeers) de Richard Lester
- 1992 : Un cœur en hiver de Claude Sautet
- 1994 : Léon de Luc Besson
- 1994 : La Reine Margot de Patrice Chéreau
- 1998 : Les Couloirs du temps : Les Visiteurs 2 de Jean-Marie Poiré
- 1998 : Le Dîner de cons de Francis Veber
- 2001 : Le Baiser mortel du dragon de Chris Nahon
- 2001 : Le Placard de Francis Veber
- 2002 : Astérix et Obélix : Mission Cléopâtre d'Alain Chabat
- 2005 : Danny the Dog de Louis Leterrier
- 2005 : Angel-A de Luc Besson
- 2006 : Arthur et les Minimoys de Luc Besson
- 2008 : Taken de Pierre Morel
- 2012 : Cloclo de Florent Emilio-Siri
- 2012 : Amour de Michael Haneke
- 2013 : L'Écume des jours de Michel Gondry
- 2015 : Une famille à louer de Jean-Pierre Améris
- 2016 : Chocolat de Roschdy Zem
- 2020 : Boutchou d'Adrien Piquet-Gauthier
- 2021 : Novembre de Cédric Jimenez
- 2024 : The Substance de Coralie Fargeat

### Séries télévisées tournées dans les studios
- 2013-2015 : Pep's
- 2014 : Rosemary's Baby